# Syllepte fuscoinvalidalis
Syllepte fuscoinvalidalis is een vlinder van de familie van de grasmotten (Crambidae). De wetenschappelijke naam van deze soort is voor het eerst voorgesteld door Hiroshi Yamanaka in een publicatie uit 1959.
De soort komt voor in China en Japan (Honshu).